# Mutter muss weg
Mutter muss weg ist ein deutscher Fernsehfilm aus dem Jahr 2012. Die Filmkomödie wurde zum ersten Mal am 18. Oktober 2012 im ZDF ausgestrahlt, wobei sie 4,83 Millionen Zuschauer sahen, was einem Marktanteil von 15,2 Prozent entsprach.

## Handlung
Tristan ist der Sohn einer ehemaligen Pornodarstellerin, die jetzt Erotikbücher verlegt. Seine Mutter Hannelore ist das dominante Wesen im Leben des berufslosen Träumers. Während Tristan all seine Ängste in den Therapiestunden preisgibt, muss er sich immer wieder anhören, wie sehr er eine Enttäuschung für seine Mutter ist. Tristan benötigt für eine Geschäftsidee Startkapital. Seine Mutter, die über das notwendige Geld verfügt, will es ihm aber nicht geben.
Als er in einer Kneipe  den Auftragskiller Josip kennenlernt, glaubt er, endlich seine Probleme lösen zu können. Zusammen mit Josip bricht Tristan maskiert bei seiner Mutter ein, doch Josip stellt sich ungeschickt an, und Hannelore überlebt den Angriff. Tristan bekommt Schuldgefühle und storniert bei Josip den Mordauftrag. Der hat den Auftrag jedoch inzwischen weitergegeben und kann ihn nicht so einfach rückgängig machen.
Um einem erneuten Mordanschlag zu entgehen, fährt Tristan gemeinsam mit seiner Mutter in ein nobles Kurhotel. Tristan versucht, seine Mutter zu beschützen und vermutet in seiner Paranoia hinter jedem Gast den beauftragten Killer. Während seines Aufenthaltes kommen sich Tristan und die Hotelangestellte Anita näher, und die beiden verbringen eine Nacht miteinander.
Mit der Zeit gelangt Tristan zu der Erkenntnis, dass er sich von seiner Mutter lösen muss, um seine Probleme in den Griff zu bekommen. Er verlässt überhastet das Hotel. Kurz vor der Abreise erfährt er, dass Anita erst seit kurzem in dem Hotel arbeitet und in ihren Referenzen gelogen hat. Tristan glaubt, die Mörderin seiner Mutter gefunden zu haben und möchte den Auftrag stornieren. Dabei erfährt er jedoch, dass Anita von seiner Mutter beauftragt wurde, ihn zu töten. Sie lähmt ihn mit einem Medikament und will ihn mit einer Maske ersticken. Da taucht Josip auf, erschießt Anita und kann Tristan retten.
Bei dem erneuten Versuch, Hannelore zu töten, wird Josip von ihr erschossen. Noch immer teilweise gelähmt, flieht Tristan vor seiner Mutter. In einem Handgemenge stürzen beide von einem Balkon, werden gemeinsam von einer Eisenstange aufgespießt und tödlich verletzt.
In einer Nachblende sitzt Tristan wieder bei seiner Therapeutin, und es stellt sich heraus, dass die ganze Geschichte vom Mord an seiner Mutter und der tödliche Ausgang nur eine Phantasie von ihm sind. Die Therapeutin Frau Dr. Korff macht Tristan jedoch Mut, dass sie seine Probleme lösen kann. Sichtlich aufgebaut, spricht er beim Verlassen der Praxis die Sprechstundenhilfe, die in seiner Phantasie die Auftragsmörderin Anita verkörperte, an, ob sie vielleicht einmal mit ihm ausgehen wolle. Sie sagt nicht zu, lehnt aber auch nicht ab. Während Tristan geradezu heiter durch die Straßen geht, hört man, wie seine Therapeutin mit seiner Mutter telefoniert, ihr mitteilt, seine Tötungsphantasien würden immer konkreter, und ob man ihn vielleicht einweisen solle. Die beiden Frauen einigen sich, ihn erst einmal weiter zu beobachten.

## Hintergrund
Bastian Pastewka wurde die Rolle des Tristan früh angeboten. Obwohl er Interesse zeigte, unterschrieb er den Vertrag erst, als das fertige Drehbuch stand. Er befürchtete, nicht in einer Komödie, sondern einem „Artsy-Fartsy-Kunstfilm“ (englisch artsy fartsy = ‚pseudokünstlerisch‘; ‚bizarr und schwer verständlich‘) mitzuspielen.
Der Film wurde im Sommer 2011 in Berlin und Umgebung gedreht, u. a. im Schlosspark Sanssouci beim Belvedere auf dem Klausberg und im Schloss Lindstedt.

## Rezeption
Für das Lexikon des internationalen Films war Mutter muss weg eine „(Fernseh-)Komödie mit Screwball-Anleihen“, in deren „Mittelpunkt ein Muttersöhnchen [steht], das um seinen eigenen Platz im Leben ringt“.
Prisma bezeichnete den Film als „unterhaltsame[n] Spaß mit Top-Besetzung von Krimi-Spezialist Edward Berger […], der […] zeigt, dass er durchaus auch witzig-absurde Komödien zu inszenieren vermag“. Gelungen sei das auch dank „des gut getimten Drehbuchs von Marc Terjung […] und des bestens aufgelegten Hauptdarsteller-Duos Bastian Pastewka in der Rolle des gestörten Muttersöhnchens und Judy Winter als Ex-Sexfilmstar, Mutter und Erotikbuch-Verlegerin“.
Die Frankfurter Allgemeine Zeitung war voll des Lobes:

„Wie Bastian Pastewka Tristan spielt, der seine Abhängigkeit gut freudianisch in Tötungsphantasien kompensiert, ist große, präzise Schauspielkunst. Mit Judy Winter als Konterpart, die ihren Starappeal hier unübertrefflich zur Geltung bringt, hat Pastewka zudem eine Mit- und Gegenspielerin, die es beiden gestattet, aus ihren Rollen ebenso witzige wie tragische Funken zu schlagen, bis ihr Film zum rabenschwarzen, immer wieder neue Volten drehenden komischen Flächenbrand wird. […] Selten sah man ein solch nahezu perfektes Buch so kongenial umgesetzt […], selten so durchdachtes Szenenbild […], selten so überlegte Kamera […], gelungenen Schnitt, intelligent eingesetzte Musik. Diszipliniertes Timing, unabdingbar für die vermeintlich leichte Form des Lustspiels, tut hier ein Übriges, um ‚Mutter muss weg‘ eine singuläre Stellung unter den Fernsehkomödien der letzten Zeit zu schaffen.“

## Auszeichnungen
Judy Winter erhielt für ihre Rolle als Hannelore Fromm in der Kategorie „Beste Schauspielerin in einer Hauptrolle“ 2013 die Auszeichnung der Deutschen Akademie für Fernsehen.